# Théoctiste de Paros
Théoctiste de Paros est une sainte principalement vénérée sur l'île de Paros.
Son histoire est connue par un récit inclus dans la Vie de Théoctiste de Lesbos. Nikétas Magister avait été envoyé auprès des Arabes qui contrôlaient la Crète au début du Xe siècle. Il fit relâche sur l'île de Paros où on lui avait conseillé d'aller prier dans la basilique de la Panaghia Katapoliani. Selon le récit, l'île était déserte, à part un ermite qui lui raconta l'histoire de Théoctiste. Cette jeune femme, originaire de Lesbos, avait été enlevée de son couvent par des pirates musulmans. Elle avait réussi à leur échapper sur Paros. Ils ne purent jamais la retrouver. Elle vécut presque toute sa vie en ermite dans la basilique d'une île déserte. Elle fut finalement découverte par un chasseur originaire d'Eubée. Elle mourut peu après, en odeur de sainteté.

## Source
- (en) Harry Herbert Jewell et Frederick William Hasluck, The Church of our Lady of the Hundred Gates (Panagia Hekatontapyliani) in Paros, Londres, Macmillan Publishers, coll. « Byzantine Research and Publication Fund, British School at Athens », 1920, 78 p.